# Fåhræus
Fåhræus (även skrivet Fåhraeus) är en svensk släkt härstammande från Gåsemora gård på Fårö, Gotland, känd sedan mitten av 1600-talet. Olof Rasmusson (1680-1728) född på Gåsemora, son till Rasmus Larsson och sonson till kyrkvärden Lars Hansson, antog namnet Fåhræus efter fädernesocken Fårö. Olof var handelsman först på Fårö och sedan i Visby. Han var gift med Catharina Marck (1690-1775). Hans bror Hans blev kvar på fädernegården och dennes barnbarn antog namnet Gazelius efter gården.
Olof och Catharinas sonsons söner, tvillingarna Olof Immanuel och Johan Fredrik Fåhræus, erhöll var för sig adlig värdighet och var civilministrar. Olof Immanuel adlades 11 januari 1842 och introducerades 1843 som ätt nummer 2317; Johan Fredrik adlades 22 juni 1857 och introducerades samma år som adlig ätt nummer 2325.

## Personer ur släkten
Fredrik Edvard Fåhræus var son till Johan Fredrik och far till Fredrik och Rudolf Fåhræus. Sonsonsson till Fredrik Fåhraeus är speldesignern Henrik Fåhraeus. Son till Rudolf Fåhraeus är Rolf Fåhraeus vars sonson är uppfinnaren, forskaren och entreprenören Christer Fåhraeus.
Från kusinen till tvillingbröderna Johan Wilhelm Fåhraeus (1787-1857) stammar en ofrälse släktgren, vilken bland andra Eskil Sanno Fåhraeus, Klas Fåhraeus och Robin Fåhræus tillhör.

## Kända medlemmar av släkten Fåhraeus
- Lars Fåhraeus (1762–1789), jurist, krigsfiskal, ledamot Kungliga Musikaliska Akademin
- Olof Fåhraeus (1796–1884), adelsman, civilminister, vice talman, statsråd, ordförande riksbanken, entomolog
- Johan Fredrik Fåhraeus (1796–1865), adelsman, generaltulldirektör, civilminister, statsråd
- Eskil Sanno Fåhraeus (1817–1900), direktör, konstsamlare
- Fredrik Edvard Fåhraeus (1828–1867), adelsman, filosofie doktor, statistiker, författare till Administrativ och Statistisk handbok
- Oscar Theodor Fåhræus (1833–1907), överste, regementschef
- Fredrik Immanuel Fåhraeus (1862–1936), adelsman, filosofie doktor, domprost, författare
- Klas Fåhraeus (1863–1944), konstkritiker, författare, konstsamlare (gift med Olga Fåhraeus)
- Rudolf Fåhraeus (1865–1950), filosofie doktor, rektor på Högre lärarinneseminariet, ordf Skolkommissionen (1920-1923)
- Robin Fåhræus (1888–1968), läkare, professor, uppfinnare av blodsänkan, reologins fader
- Gösta Fåhraeus (1913–1994), professor, författare, mikrobiolog
- Christer Fåhraeus (född 1965), forskare, uppfinnare och entreprenör
- Rikard Fåhraeus (född 1968), konstnär
- Henrik Fåhraeus (född 1973), speldesigner